# Jáchym Novotný
Jáchym Novotný (* 5. prosince 1998, Praha) je český herec.

## Filmografie
- 2010 Touha
- 2012 Můj bratr
- 2013 Piknik
- 2016 Ani ve snu!

## Televizní seriály
- 2013 Nevinné lži, 6. díl: Chromozom
- 2014 Nevinné lži, 2. série, 3. díl: Na dně skleničky
- 2015 "V.I.P Vraždy", 1.série, 7. díl: S.E.D.M.E.R.O
- 2016 Já, Mattoni 1. série, 1 a 4. díl
- 2018 Specialisté, 2. série, 37. díl
- 2018 Profesor T., 1. série. 8. díl

## Dabing

### Dabované filmy
- 2010 Ve Spessartu opět straší! – Nico
- 2010 Secretariat – Chris
- 2011 Špatné zprávy pro Medvědy – Prem
- 2011 Pozor, hodný pes! – Fred
- 2012 Liverpoolský brankář – Einar
- 2012 Každý druhý týden – Hugo
- 2012 Ďábelská lest – Adam
- 2012 Candyman: Sbohem masu – Matthew
- 2012 Bílé písky – Ben Dolezal
- a další...

### Seriály
- 2010 Gaspard a Lisa – Adrien
- 2011 Tatonkovy příběhy
- 2011 Beethoven – Ted
- 2012 Zprávy Minimaxu – Bence
- a další...